# Brownimecia clavata
Brownimecia clavata Grimaldi, Agosti & Carpenter, 1997 è una formica fossile, unica specie del genere Brownimecia e della sottofamiglia Brownimeciinae.

L'ambra è stata scoperta nello Stato del New Jersey (USA).